# Ленкау
Ленкау (Lenkau) — океанийский язык, на котором говорят в 1 деревне на острове Рамбутьо провинции Манус в Папуа — Новой Гвинее.